# Parle, petite muette
Pour plus de détails, voir Fiche technique et Distribution.
Parle, petite muette (Habla, mudita) est un film dramatique espagnol réalisé par Manuel Gutiérrez Aragón et sorti en 1973.
Il a été tourné dans le refuge d'Áliva (es) et dans les villages de Bores (es) et Bejes (es), en Cantabrie. Il a reçu le prix CIDALC à la Berlinale 1973. Il a été proposé pour représenter l'Espagne à l'Oscar du meilleur film en langue étrangère à la 46e cérémonie des Oscars, mais n'a finalement pas été sélectionné.

## Synopsis
Don Ramiro, un homme préoccupé par les problèmes de langue, passe ses vacances dans un petit village des montagnes cantabriques. Il y rencontre une jeune bergère muette qui le fascine, dans un monde provincial à la vision morne de l'existence.

## Fiche technique
- Titre français : Parle, petite muette[1]
- Titre original espagnol : Habla, mudita[2]
- Réalisateur : Manuel Gutiérrez Aragón
- Scénario : Manuel Gutiérrez Aragón, José Luis García Sánchez
- Photographie : Luis Cuadrado
- Montage : Pablo González del Amo
- Musique : Luis de Pablo
- Sociétés de production : Elías Querejeta Producciones Cinematográficas
- Pays de production :  Espagne
- Langues originales : espagnol
- Format : couleurs par Eastmancolor - Son mono - 35 mm
- Durée : 88 minutes
- Genre : drame
- Dates de sortie :
  - Allemagne de l'Ouest : juin 1973 (Berlinale 1973)
  - Espagne : 20 février 1974

## Distribution
- José Luis López Vázquez : Rodrigo
- Kiti Mánver : la muette
- Francisco Algora (es) : le muet
- Hanna Haxmann
- Francisco Guijar
- Susan Taff
- Marisa Porcel (es)
- Rosa de Alba
- Edy Lage
- Maria de la Riva
- Pedrín Fernández
- Lucy Tiller
- Manuel Guitián
- Carmen Liaño
- Vicente Roca